# ۵۳۴ (میلادی)
۵۳۴ (میلادی) پانصد و سی و چهارمین سال تقویم میلادی است.

## درگذشتگان
- اکتبر - آتالاریک، پادشاه اوستروگوت‌ها در ایتالیا
- تئودریک یکم، پادشاه رنس (یا ۵۳۳)
- سردیک، نخستین پادشاه وسکس

‎